# Équipe du pays de Galles de football
Cet article traite de l'équipe masculine. Pour l'équipe féminine, voir Équipe du pays de Galles féminine de football.
Maillots
L'équipe du pays de Galles de football (en gallois : Tîm pêl-droed cenedlaethol Cymru, en anglais : Wales national football team) est la sélection de joueurs gallois représentant la nation lors des compétitions internationales de football masculin, sous l'égide de la Fédération de football de Galles.
Bien que partie intégrante du Royaume-Uni, le pays de Galles dispose depuis 1876 de sa propre sélection de football pour le représenter dans les principaux tournois — à l'exception des Jeux olympiques dont le Comité international olympique ne reconnaît que le Royaume-Uni comme représentant. Les joueurs gallois sont sélectionnés selon les conditions d'admissibilité en sélection d'un joueur britannique.
La sélection galloise atteint les quarts de finale de la Coupe du monde en 1958. Elle atteint également les quarts de finale de l'Euro 1976, à une époque où la phase finale ne débute qu'à l'étape suivante. En 2016, le pays de Galles créé la surprise en atteignant les demi-finales du championnat d'Europe, ce qui constitue sa meilleure performance dans une grande compétition internationale.

## Histoire

### Les premières années

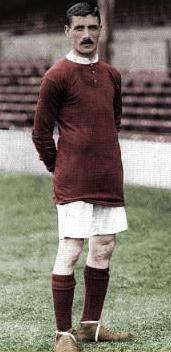
Billy Meredith, sélectionné de 1895 à 1920.

Le football fait son apparition au pays de Galles au début des années 1870. En janvier 1876, Llewelyn Kenrick (en) répond au défi publié dans le journal The Field, qui demande si la première sélection galloise à affronter l’Écosse ou l'Irlande sera une équipe de « football association » ou de rugby. Lui-même joueur de football aux Ruabon Druids (en), il organise dès le mois suivant une première réunion à Wrexham, qui aboutit à la fondation de la Cambrian Football Association, future fédération de football de Galles. En termes de sport n°1 le pays se coupe en deux, le Nord pratiquant préférentiellement le football et le Sud, le rugby.
Sa sélection joue son premier match (en) le 26 mars 1876 face à l'Écosse à Glasgow. Cette rencontre est la troisième plus ancienne entre sélections dans l'histoire du football international. Les Écossais l'emportent 4-0. Un match retour est organisé au pays de Galles au Racecourse Ground de Wrexham le 5 mars 1877. L’Écosse l'emporte de nouveau (2-0). Le 23 mars 1878, les Gallois encaissent face aux mêmes Écossais la plus large défaite de leur histoire (0-9). En 1879, les Gallois disputent, et perdent, leur premier match face à l'Angleterre au Kennington Oval de Londres. Ils remportent leur première victoire lors de leur 8e match, à domicile face aux Anglais en 1881. En 1882, ils reçoivent pour la première fois l'Irlande du Nord, qu'ils battent 7-1 à Wrexham. Le 3 mars 1888 à Wrexham, ils remportent contre le même adversaire la plus large victoire de leur histoire (11-0).
Les fédérations des quatre Home Nations se réunissent à Manchester le 6 décembre 1882 afin de convenir d'un ensemble de règles communes. La réunion conduit à la fondation de l'International Football Association Board (IFAB), chargé depuis d'approuver les changements apportés aux Lois du jeu. En 1883, un championnat annuel opposant l'Angleterre, l’Écosse, l'Irlande et le pays de Galles est lancé sous le nom de British Home Championship. Il est disputé jusqu'en 1984. Les Gallois en emportent douze éditions, dont cinq sont partagées avec une autre sélection. Le premier titre est remporté en 1907, les suivants en 1920, 1924, 1928, 1933, 1934 et 1937.
La fédération galloise devient membre de la FIFA, la fédération internationale, en 1910, quelques années après sa fondation à Paris. La sélection galloise ne peut cependant pas participer aux premiers tournois internationaux organisés dans le cadre des Jeux olympiques, le Comité international olympique ne reconnaissant qu'une seule délégation pour l'ensemble du Royaume-Uni. En 1920 puis en 1928, la Fédération galloise imite sa grande sœur anglaise en quittant la FIFA. Officiellement le désaccord porte sur l'épineuse question de l'acceptation du professionnalisme, mais les Britanniques comptent ainsi surtout défendre leur indépendance. De ce fait, aucune de leurs sélections ne participe aux trois premières éditions de la Coupe du monde en 1930, 1934 et 1938.
Il faut attendre 1932 pour voir le pays de Galles affronter pour la première fois une sélection n'appartenant par aux quatre « nations constitutives » du Royaume-Uni (les Four Home nations) : l'Irlande. L'année suivante, les Gallois quittent pour la première fois les Îles britannique et jouent un match amical à Paris contre la France (1-1).
Après la Seconde Guerre mondiale, les fédérations britanniques renouent avec la FIFA. Le Home Championship de 1949-1950 sert de tournoi qualificatif pour la Coupe du monde de 1950, organisée par le Brésil. Deux places sont attribuées aux Britanniques, mais les Gallois terminent troisièmes derrière l'Angleterre et l’Écosse – qui décline l'invitation. Le tournoi qualificatif pour la Coupe du monde suivante, en 1954, s'achève sur un même échec, le pays de Galles terminant 4e derrière l’Écosse, l’Angleterre et l’Irlande du Nord.

### L'âge d'or des années 1950

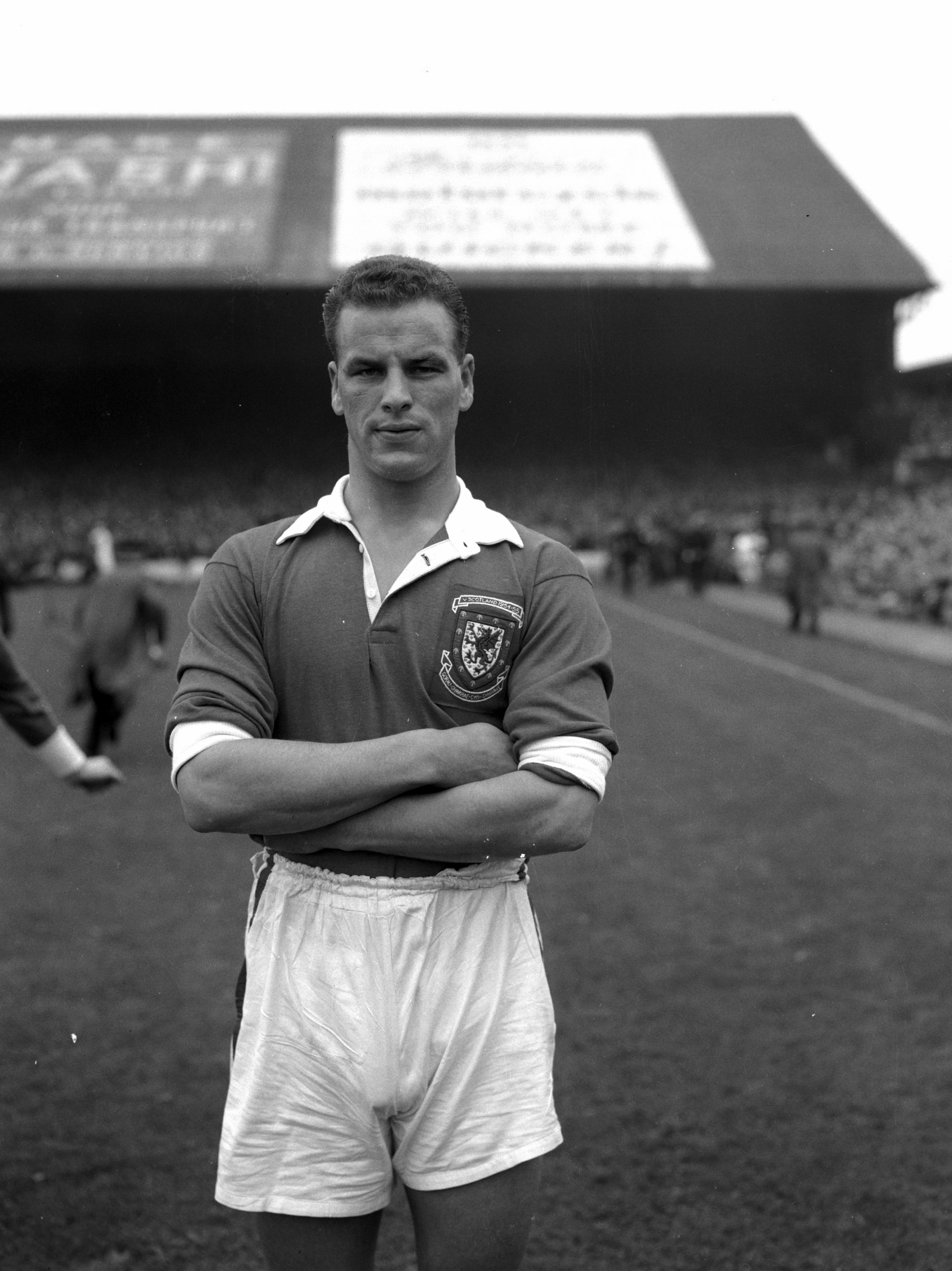
John Charles sous le maillot gallois en 1954.

La sélection galloise bénéficie à la fin des années 1950 d'une génération de qualité, avec Ivor Allchurch, Cliff Jones, Alf Sherwood (en), Jack Kelsey, Trevor Ford, Ron Burgess, Terry Medwin et le célèbre John Charles, recruté en 1957 par la prestigieuse Juventus de Turin. Lors des qualifications de la Coupe du monde 1958, les Britanniques ne passent plus par le British Home Championship et se mélangent pour la première fois aux autres sélections européennes. Deuxième du groupe 4 derrière la Tchécoslovaquie mais devant la RDA, la sélection de Jimmy Murphy est éliminée. Elle se voit pourtant offrir une nouvelle chance en étant tirée au sort, après le refus de la Belgique, pour affronter Israël dans le cadre d'un barrage Europe-Asie, organisé à la suite des boycotts des adversaires d'Israël dans le contexte de la crise du canal de Suez. Vainqueur au Stade Ramat Gan de Tel Aviv puis au Ninian Park de Cardiff, le pays de Galles obtient sa première qualification en Coupe du monde.
Les Gallois créent la surprise pour leur entrée dans la compétition en tenant en échec la Hongrie, finaliste de la dernière édition (1-1, but de Charles). Après deux autres matchs nuls face au Mexique et à la Suède, pays organisateur, ils jouent leur qualification en quart de finale sur un match d'appui face à la Hongrie, qu'ils battent (2-1). Opposés au Brésil, les Gallois se trouvent vite diminués par la blessure de John Charles en début de match. Ils résistent pourtant et ne s'inclinent que d'un but. Pelé inscrit là, à 17 ans, son premier but avec le Brésil. Les Brésiliens remportent dix jours plus tard leur premier titre mondial. Ivor Allchurch est le meilleur buteur gallois du tournoi avec deux buts.

### Des décennies infructueuses
Après sa participation à la Coupe du monde 1958, le pays de Galles ne confirme pas : non inscrits au premier championnat d'Europe des nations en 1960, malgré leur affiliation à l'UEFA, les Gallois ratent la qualification pour la Coupe du monde de 1962 en s'inclinant en match aller-retour face à l'Espagne. Le pays de Galles est ensuite éliminé dès le tour préliminaire de l’Euro 1964 par la Hongrie.
Le pays de Galles rate de peu la Coupe du monde 1966, organisée en Angleterre, en terminant à la deuxième place de son groupe derrière l'URSS. Le British Home Championship sert de cadre aux éliminatoires de l'Euro 1968. Le pays de Galles termine troisième derrière l'Angleterre et l'Écosse. La sélection manque encore les qualifications à la Coupe du monde de 1970, l'Euro 1972 et la Coupe du monde de 1974.
En 1976, la sélection, dirigée par Mike Smith, atteint pour la première fois le stade des quarts de finale du championnat d'Europe, après avoir terminé en tête d'un groupe de qualification composé de la Hongrie, de l'Autriche et du Luxembourg. Jusqu'en 1980, la phase finale ne débute cependant qu'au tour suivant, avec quatre sélections seulement. Les Gallois jouent leur place face à la Yougoslavie en match aller-retour. Battus à Zagreb (0-2), ils sont tenus en échec au retour à Cardiff (1-1) et sont donc éliminés. Les troubles provoqués par les supporters dans la ville conduit à l'exclusion de la sélection galloise pour l'Euro 1980, une sanction réduite en appel à l'interdiction de jouer à moins de 100 miles de Cardiff pendant une durée de quatre ans.
En 1977, le pays de Galles bat l'Angleterre sur son sol, à Wembley, une première en 42 ans, grâce à un but sur pénalty de Leighton James (en), mais ne parvient pas pour autant à se qualifier pour la Coupe du monde de 1978 ni l'Euro 1980. Lors du British Home Championship de 1980, les Gallois battent de nouveau les Anglais, à Wrexham cette fois. Mickey Thomas, Ian Walsh, Leighton James et Phil Thompson, contre son camp, permettent aux Gallois de l'emporter 4-1.
Le pays de Galles passe tout près d'une qualification à la Coupe du monde de 1982. La sélection de Mike England, en situation très favorable, concède lors des deux derniers matchs qualificatifs un match nul à domicile face à la modeste Islande (2-2), puis une sévère défaite face à l'Union soviétique (0-3), qui les privent de la première place à la différence de buts. Les Gallois manquent également de peu l'Euro 1984, en terminant deuxièmes de leur groupe derrière la Yougoslavie. Toutefois, à cette période, le pays de Galles viendra s'imposer en France en match de préparation pour la Coupe du Monde 1982, sur le score de 1-0.

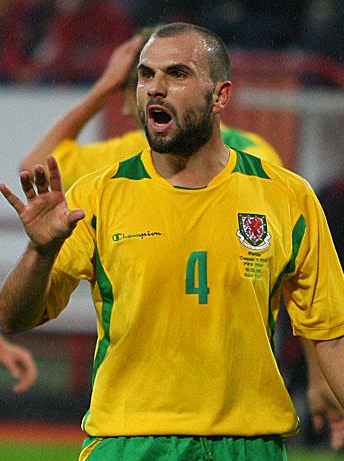
Carl Fletcher sous le maillot gallois en 2008.

En 1984, le jeune Mark Hughes signe ses débuts en sélection en inscrivant le seul but d'une victoire face à l'Angleterre. L'année suivante, Hughes brille encore en inscrivant un but mémorable lors d'une nette victoire sur l'Espagne (3-0) lors des éliminatoires de la Coupe du monde de 1986. En dépit d'une autre victoire en Écosse (1-0), les Gallois manquent la qualification à la différence de buts. Lors du dernier match, décisif, ils sont tenus en échec par les Écossais à Cardiff (1-1), lors d'un match marqué par la mort dramatique de l'emblématique sélectionneur écossais Jock Stein,.
Sous la direction de l'ancien international Terry Yorath, le pays de Galles obtient des résultats en progression. La sélection termine à la deuxième place du groupe qualificatif de l'Euro 1992 derrière l'Allemagne, champion du monde en titre. Puis elle passe en 1993 de nouveau tout près d'une qualification à une Coupe du monde : alors que les Gallois doivent remporter leur dernier match face à la Roumanie et que le score est de parité (1-1), Paul Bodin manque un pénalty et les Roumains prennent un avantage décisif dans la foulée.
Yorath est remplacé sur le banc par John Toshack, alors entraîneur de la Real Sociedad en Espagne. Ce dernier démissionne après un seul match, après avoir été sifflé par des supporters en colère après le départ de Yorath . Il invoque des problèmes avec la Fédération galloise. Mike Smith redevient le sélectionneur pour les éliminatoires de l'Euro 96 mais des défaites face à la Moldavie et à la Georgie conduisent à son remplacement par Bobby Gould. Pendant cette période, le pays de Galles accumule les défaites. Les choix tactiques de Gould et ses problèmes relationnels avec certains joueurs comme Robbie Savage sont sources de polémiques. Il démissionne en 1999 après une nouvelle déroute, en Italie.
La Fédération choisit alors l'ancienne vedette Mark Hughes, initialement accompagné de Neville Southall, pour le remplacer. Sous sa direction, les Gallois ne manquent la qualification pour l'Euro 2004 qu'en barrage face à la Russie, vainqueur à Cardiff (1-0) après un match nul et vierge à Moscou. Le match aller est marqué par le contrôle antidopage positif du Russe Egor Titov, qui ne conduit à aucune sanction sportive pour l'équipe russe.
Hughes quitte peu après le banc gallois, permettant le retour de John Toshack. Ses résultats sont globalement décevants, les Gallois terminant notamment à la cinquième place du groupe qualificatif pour l'Euro 2008, malgré une génération de jeunes joueurs prometteurs. Lors des qualifications pour la Coupe du monde 2010, les Gallois font des débuts intéressants mais sont finalement distancés par la Russie et l'Allemagne, ainsi que la Finlande. Les débuts décevants des Gallois lors des éliminatoires de l'Euro 2012 conduisent au départ de Toshack.

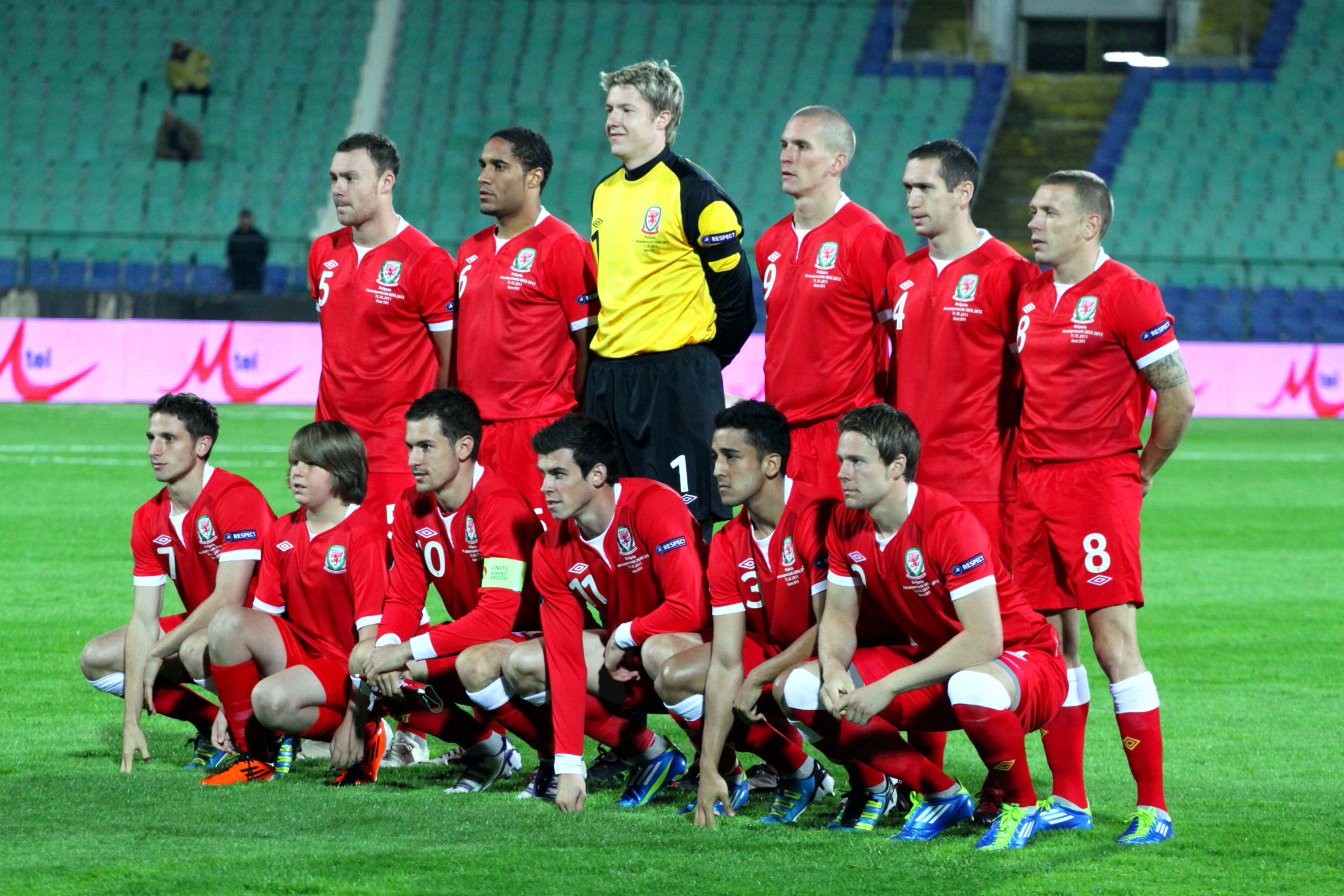
La sélection galloise en octobre 2011.

Après l'intérim du sélectionneur des espoirs Brian Flynn, qui ne s'avère pas concluant, la Fédération nomme Gary Speed sur le banc gallois en décembre 2010. Ses premiers résultats sont plutôt décevants. Il fait d'Aaron Ramsey, 20 ans, le plus jeune capitaine de l'histoire de la sélection. En août 2011, les Gallois tombent à la 117e place du classement mondial de la FIFA, le pire depuis sa création en 1993. En fin d'année, leurs résultats s'améliorent avec des victoires sur la Suisse, la Bulgarie et la Norvège notamment, sans cependant rattraper la qualification à l'Euro 2012. Le 27 novembre, Gary Speed est retrouvé mort à son domicile, à 42 ans. Son suicide provoque une importante vague d'émotion au Royaume-Uni.
Chris Coleman est nommé sélectionneur en janvier 2012. Ses premiers résultats sont décevants, à l'image d'une lourde défaite contre la Serbie (6-1). En octobre, Ashley Williams devient capitaine à la place de Ramsey. Les Gallois se reprennent mais une défaite à domicile contre la Croatie met un terme à leurs espoirs de qualification à la Coupe du monde 2014.

### Demi-finaliste à l'Euro 2016
Le 10 octobre 2015, le pays de Galles assure officiellement sa qualification pour l'Euro 2016, la première de la sélection pour un grand tournoi depuis 1958.
Après avoir battu la Slovaquie 2-1, elle est battue sur le fil par son pays voisin l'Angleterre mais termine quand même première de son groupe après sa victoire 3-0 sur la Russie. Les Gallois retrouvent en huitièmes de finale une autre nation britannique, l'Irlande du Nord qu'elle bat difficilement 1 but à 0 (but contre son camp du défenseur nord-irlandais Gareth McAuley. Le pays de Galles dispose ensuite d'un des favoris de la compétition la Belgique par 3 buts à 1. C'est pourtant les Belges qui avaient ouvert le score avec un but dès la 13e minute, œuvre de Radja Nainggolan mais Ashley Williams à la 31e minute puis Hal Robson-Kanu à la 55e offrent la victoire à la sélection galloise. À la 86e minute, Sam Vokes enterre définitivement tout espoir de demi-finale belge en inscrivant le troisième but. Pour la première demi-finale de leur histoire, les gallois se présentent face au Portugal de Cristiano Ronaldo qui n'a, à ce stade de la compétition, remporté aucun match dans le temps réglementaire. La première mi-temps est assez fermée et les deux équipes peinent à se procurer des occasions de but. Il faut attendre la seconde mi-temps et la 50e minute pour voir l'ouverture du score. Sur un centre de Raphaël Guerreiro, Cristiano Ronaldo reprend magnifiquement le ballon de la tête pour le loger au fond des filets. Quelques minutes plus tard, Nani double la marque en reprenant un tir contré de Cristiano Ronaldo. Le Portugal s'impose alors 2 à 0. Le pays de Galles pour sa première phase finale d'un Euro réalise une très belle performance en atteignant le dernier carré de la compétition.

### Résultats honorables et maintien au haut niveau (2016-2022)
Le Pays de Galles aborde ensuite les éliminatoires de la Coupe du monde 2018 au sein du groupe D, un groupe homogène et très disputé. Les Dragons terminent 3e avec un bilan de 4 victoires, 5 nuls et une seule défaite, à domicile contre l'Irlande (0-1) lors de la dernière journée et échoue à se qualifier pour le Mondial russe, l'Irlande héritant de la 2e place de barragiste derrière la Serbie directement qualifiée.
Le Pays de Galles se qualifie en revanche pour l'Euro 2021 en terminant 2e du groupe E lors des éliminatoires de l'Euro 2021, juste derrière la Croatie avec un bilan de 4 victoires, 2 nuls et 2 défaites. Le Pays de Galles se retrouve dans le groupe A avec la Suisse, Turquie et l'Italie.
Dans le groupe 4 de la Ligue B lors de l'édition 2018-2019 de Ligue des nations, les Dragons ratent la promotion en Ligue A en finissant derrière le Danemark contre lequel ils concèdent 2 défaites (0-2 à l'extérieur à l'aller, 1-2 à domicile au retour) mais finissent devant l'Irlande qu'ils battent à 2 reprises (4-1 à domicile à l'aller, 1-0 à l'extérieur au retour). Lors de l'édition suivante les Gallois retrouvent à nouveau l'Irlande, mais également la Finlande et la Bulgarie, 2 promus de Ligue C au sein du même groupe qu'il y a deux ans ; et finissent leaders de leur groupe cette fois-ci grâce à un bilan quasi parfait de 5 victoires et un nul (0-0 en Irlande), synonyme de promotion en Ligue A pour la prochaine édition.
Les Dragons réussissent le 1er tour de l'Euro 2021 en terminant 2e du groupe A avec 4 points, derrière les futurs champions d'Europe transalpins contre lesquels ils s'inclinent d'une courte tête (0-1) mais devant la Suisse qu'ils tiennent en échec (1-1) et la Turquie, une des principales déceptions de la compétition, qu'ils dominent (2-0) malgré un penalty manqué par Gareth Bale, devançant les Helvètes qui comptaient le même nombre de points à la faveur d'une meilleure différence de buts. Le Pays de Galles retrouve en 1/8e de finale le Danemark, la sensation de la compétition, et s'incline lourdement (0-4), rapidement dépassé par la fougue et la technicité des Dynamites danoises.
Le Pays de Galles se qualifie ensuite pour la Coupe du monde 2022 au Qatar, signant son retour dans la plus prestigieuse compétition mondiale après 64 ans d'absence. Pour ce faire, les coéquipiers de Gareth Bale ont d'abord terminé 2e de leur groupe de qualification juste derrière la Belgique, avec un bilan de 4 victoires, 3 nuls et une seule défaite, à l'extérieur contre les Belges (1-3). Éligibles aux barrages, les Gallois ont l'avantage de recevoir l'Autriche qu'ils battent 2-1 grâce à un doublé de leur capitaine Gareth Bale en demi-finale de barrage. En finale de barrage, le Pays de Galles retrouve l'Ukraine, tombeuse de l'Écosse en demi-finale. Malgré une domination ukrainienne globale tout au long de la rencontre, le Pays de Galles l'emporte 1-0 grâce à un coup franc de Gareth Bale involontairement dévié sans ses propres buts par le capitaine ukrainien Andriy Yarmolenko et s'en est également remis à une très grande prestation de son gardien Wayne Hennessey, auteur de plusieurs parades décisives, ce qui permet aux Dragons de retrouver la grande messe mondiale.

### Chute de niveau et prestations catastrophiques (2022-)
La campagne de 2022-2023 de Ligue des nations est un échec comptable pour le Pays de Galles, qui termine lanterne rouge de sa poule avec un seul match nul (1-1 à domicile face à la Belgique) pour 5 défaites, synonyme de relégation en Ligue B pour l'édition suivante.
Le retour en Coupe du monde du Pays de Galles après une très longue absence tourne également au fiasco pour les hommes de Rob Page, qui terminent bon derniers de leur groupe avec un point. Ces derniers démarrent d'abord la campagne qatarie par un nul (1-1) contre les États-Unis grâce à un penalty inscrit par Gareth Bale à la 82e minute. Le 2e match contre l'Iran, adversaire sur le papier le plus abordable pour les Dragons et qui avait démarré par une lourde défaite contre les Anglais (2-6), ne prend pas la tournure escomptée. En effet, bien que le pays de Galles conserve la possession de balle (62%), celle-ci demeure stérile et c'est bien la Team Melli qui se montre la plus dangereuse tout au long du match, mettant constamment la défense galloise en difficulté avec des contre-attaques rapides rondement menées. Le gardien Wayne Hennessey, héroïque lors du barrage contre l'Ukraine et qui a longtemps retardé l'échéance face aux Iraniens, est exclu en fin de match (86e minute) après une sortie non maîtrisée, ce qui complique la tâche des Gallois qui encaissent 2 buts dans les toutes dernières minutes du temps additionnel et s'inclinent (0-2). Dans l'obligation de l'emporter face à l'Angleterre tout en devant compter sur un scénario favorable dans le match mettant aux prises Iraniens et Américains pour espérer une qualification en 1/8e de finale, le pays de Galles est logiquement battu (0-3) par son voisin et quitte la compétition avec un bilan très décevant, tandis que la star de l'équipe et capitaine Gareth Bale annonce prendre sa retraite internationale.
Enfin, le début des qualifications à l'Euro 2024 est également difficile pour le Pays de Galles. Malgré un match nul arraché à la surprise générale et contre le cours du jeu à l'extérieur face à la Croatie, grand favori du groupe, (1-1) grâce à une égalisation de Nathan Broadhead dans le temps additionnel (93e minute) suivi d'une courte victoire à domicile face à la Lettonie (1-0), le Pays de Galles passe au travers de ses deux rencontres suivantes. Les Dragons sont d'abord humiliés à domicile par l'Arménie (2-4) au cours d'une rencontre symbolique, puisque l'Ukrainien Oleksandr Petrakov actuel sélectionneur de l'Arménie était l'entraîneur malheureux de l'Ukraine qui s'était incliné en finale de barrage du Mondial 2022 un an plus tôt dans le même antre de Cardiff. Le Pays de Galles est ensuite battu en Turquie (0-2) malgré un penalty turc manqué peu après l'heure de jeu alors que le score était encore vierge. Ces deux recontres face aux Arméniens et aux Turcs ont également vu le Pays de Galles perdre ses moyens et commettre de nombreuses fautes, puisque les hommes de Rob Page ont terminé chacune de ces rencontres à 10. Les Dragons terminent finalement 3e de leur groupe avec 12 points, à l'issue d'un parcours marqué par quelques bonnes performances face à la Croatie (nul initial à l'extérieur donc, victoire prestigieuse 2-1 à domicile au retour), mais aussi des résultats plus inquiétants (incapacité à s'imposer une seule fois contre l'Arménie lors de la double-confrontation) et disputeront une demi-finale de barrage en mars 2024 à domicile contre la Finlande. Lors de celle-ci, le Pays de Galles écarte facilement son adversaire (4-1) et affronte 5 jours plus tard en finale la Pologne, toujours à domicile, pour une place dans le groupe D lors de l'Euro 2024. La rencontre s'est terminée sur un score nul et vierge à l'issue du temps réglementaire et des prolongations, avant que le Pays de Galles ne cède aux tirs au but (4-5) ; le dernier tireur gallois Daniel James étant le seul à rater sa tentative. Les Dragons n'ont donc pas réussi à se qualifier pour la phase finale de l'UEFA Euro 2024 et, pour la première fois depuis la Coupe du monde de la FIFA 2018, le Pays de Galles ne participera pas à un événement compétitif.

## Identité

### Emblème
L'emblème cousu sur le maillot des Dragons lors de leur premier match officiel est celui du Prince de Galles, représentant trois plumes d'autruche dans une couronne. On retrouve cet emblème aujourd'hui sur les maillots de l'équipe nationale de rugby. Par la suite, la fédération utilise d'autres emblèmes, qui présente généralement la figure du dragon.
Le blason actuel de la Fédération est issu de l'écusson dessiné en 1951 par H. Ellis Tomilson pour célébrer ses 75 ans d'existence. Il présente un dragon rouge, sur le drapeau du pays de Galles, au centre d'un écusson Bordé de vert. Onze poireaux (un symbole national gallois) jaunes symbolisent les joueurs sur le terrain. En dessous il est écrit en gallois Gorau Chwarae Cyd Chwarae, qu'on peut traduire par "Le meilleur jeu est le jeu d'équipe".
En 2011, l'écusson est retouché : il est adouci, avec des formes plus curviligne, et les poireaux sont simplifiés, au point de ressembler à des narcisses. La devise est inscrite sur un ruban rouge et vert, et le dragon est retouché afin de symboliser son allant vers de meilleurs résultats.

### Couleurs

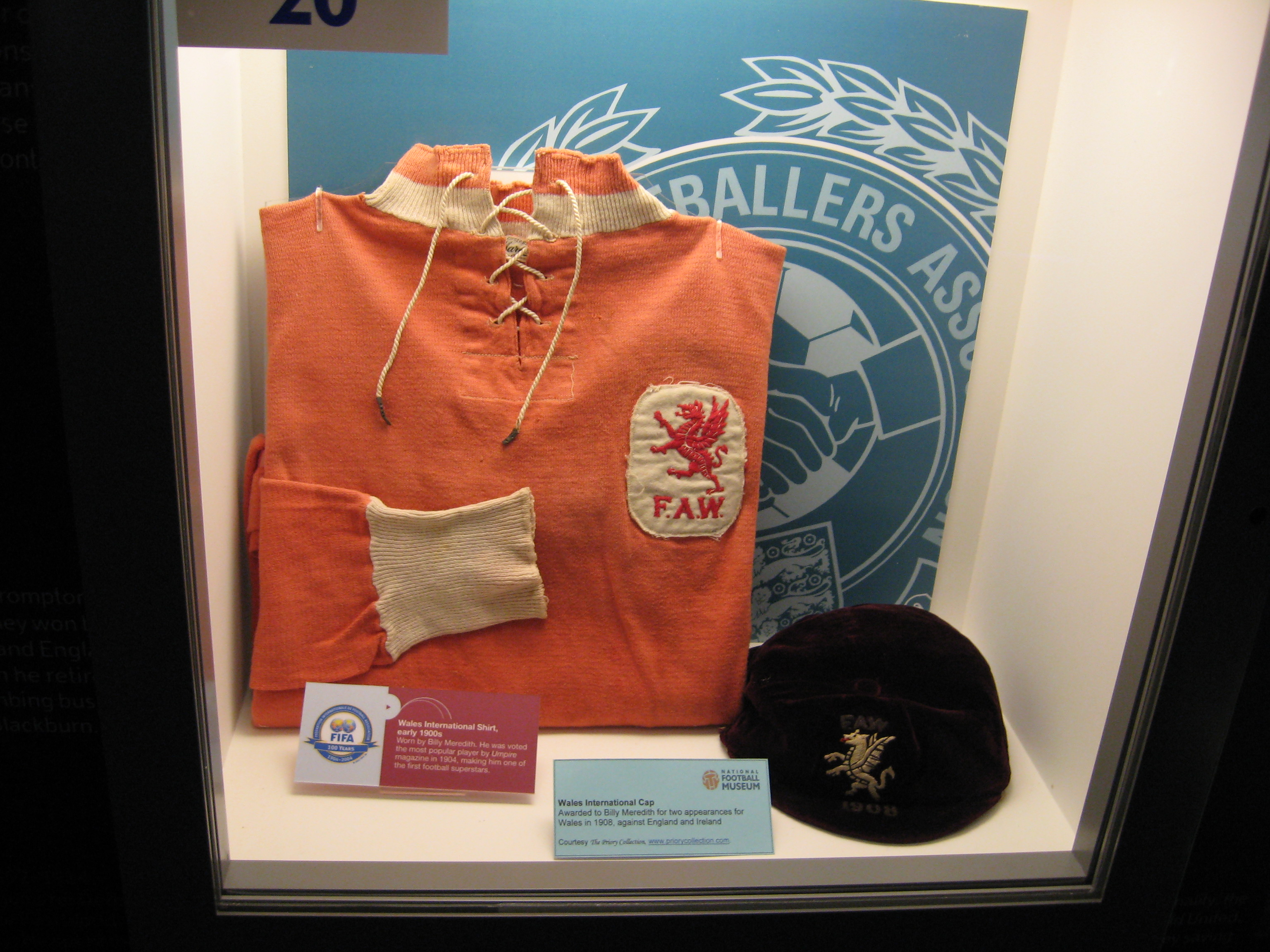
Maillot gallois porté par Billy Meredith en 1908.

Le maillot que porte la sélection galloise lors de son premier match en Écosse, en mars 1876, n'est pas connu. Au match retour, l'année suivante, on sait par contre que les Gallois portent une chemise blanche sur laquelle est cousu l'emblème du prince de Galles, et une culotte courte bleue. En 1881 face à l'Angleterre, l'équipement est le même.
En 1883, les Gallois optent pour un maillot rouge cramoisi (crimson), de la couleur du dragon figurant sur le drapeau du pays de Galles. De 1895 à 1900, ils utilisent un nouveau jeu, avec un maillot blanc et vert (les couleurs de fond du drapeau national).
En 1901, la sélection galloise reprend le maillot rouge, qui est devenu depuis le maillot historique et traditionnel et de la sélection. Le maillot est plus ou moins bordé de blanc. Le short est généralement blanc, sauf à la fin des années 1960 et depuis les années 2010 où il est rouge. Les bas sont généralement rouges.
| 1876 | 1883 | 1895 | 1901 | 1905 | 1939 | 1943 | 1958 | 1972 |
| 1976 | 1980 | 2003 | 2006 | 2012 | 2015 | 2022 |      |      |

| 1949 | 1956 | 1973 | 1974 | 1976 | 1980 | 2002 | 2012 | 2015 |
| 2022 |      |      |      |      |      |      |      |      |

## Résultats

### Compétitions internationales
L'équipe du pays de Galles ne participe qu'à 2 phases finales de Coupe du monde, sur les 19 auxquelles elle est inscrite entre 1950 et 2022 ; et deux phases finales de Championnat d'Europe, deux des 3 plus récentes, sur les 16 auxquelles elle s'inscrit entre 1964 et 2024.

#### Coupe du monde
| Année | Position         |      | Année         | Position |                       | Année | Position |
| 1930  | Non inscrite     | 1974 | Non qualifiée | 2010     | Non qualifiée         |       |          |
| 1934  | Non inscrite     | 1978 | Non qualifiée | 2014     | Non qualifiée         |       |          |
| 1938  | Non inscrite     | 1982 | Non qualifiée | 2018     | Non qualifiée         |       |          |
| 1950  | Non qualifiée    | 1986 | Non qualifiée | 2022     | 1er tour              |       |          |
| 1954  | Non qualifiée    | 1990 | Non qualifiée | 2026     | Éliminatoire en cours |       |          |
| 1958  | Quarts de finale | 1994 | Non qualifiée | 2030     | À venir               |       |          |
| 1962  | Non qualifiée    | 1998 | Non qualifiée | 2034     | À venir               |       |          |
| 1966  | Non qualifiée    | 2002 | Non qualifiée |          |                       |       |          |
| 1970  | Non qualifiée    | 2006 | Non qualifiée |          |                       |       |          |

#### Championnat d'Europe
| Année | Position         |      | Année         | Position |                    | Année | Position |
| 1960  | Non inscrite     | 1988 | Non qualifiée | 2016     | Demi-finale        |       |          |
| 1964  | Non qualifiée    | 1992 | Non qualifiée | 2020     | Huitième de finale |       |          |
| 1968  | Non qualifiée    | 1996 | Non qualifiée | 2024     | Non qualifiée      |       |          |
| 1972  | Non qualifiée    | 2000 | Non qualifiée | 2028     | À venir            |       |          |
| 1976  | Quarts de finale | 2004 | Non qualifiée | 2032     | À venir            |       |          |
| 1980  | Non qualifiée    | 2008 | Non qualifiée |          |                    |       |          |
| 1984  | Non qualifiée    | 2012 | Non qualifiée |          |                    |       |          |

#### Ligue des nations
| Édition   | Ligue | Phase de groupe | Phase de groupe | Phase de groupe | Phase de groupe | Phase de groupe | Phase de groupe | Phase de groupe | Phase finale | Phase finale  | Phase finale  | Phase finale  | Phase finale  | Phase finale  | Phase finale  | Phase finale  |
| Édition   | Ligue | Class.          | M               | V               | N               | D               | bp              | bc              | Pays hôte    | Résultat      | M             | V             | N             | D             | bp            | bc            |
| --------- | ----- | --------------- | --------------- | --------------- | --------------- | --------------- | --------------- | --------------- | ------------ | ------------- | ------------- | ------------- | ------------- | ------------- | ------------- | ------------- |
| 2018-2019 | B     | 2/3             | 4               | 2               | 0               | 2               | 6               | 5               | 2019         | Inéligible    | Inéligible    | Inéligible    | Inéligible    | Inéligible    | Inéligible    | Inéligible    |
| 2020-2021 | B     | 1/4             | 6               | 5               | 1               | 0               | 7               | 1               | 2021         | Inéligible    | Inéligible    | Inéligible    | Inéligible    | Inéligible    | Inéligible    | Inéligible    |
| 2022-2023 | A     | 4/4             | 6               | 0               | 1               | 5               | 6               | 11              | 2023         | Non qualifiée | Non qualifiée | Non qualifiée | Non qualifiée | Non qualifiée | Non qualifiée | Non qualifiée |
| 2024-2025 | B     | 1/4             | 6               | 3               | 3               | 0               | 9               | 4               | 2025         | Inéligible    | Inéligible    | Inéligible    | Inéligible    | Inéligible    | Inéligible    | Inéligible    |
| Total     | Total | Total           | 22              | 10              | 5               | 7               | 28              | 21              | Total        | Total         | 0             | 0             | 0             | 0             | 0             | 0             |

### Classement FIFA
Depuis l'introduction du classement mondial de la FIFA en 1993, le pays de Galles a navigué entre la 112e place, son pire classement annuel, atteint en 2010, et la 8e place, atteinte en octobre 2015, à la suite de sa qualification pour l'Euro 2016. Elle pointe à cette occasion au 5e rang européen. Sa place moyenne depuis 1993 est la 61e place.
| Année              | 1993 | 1994 | 1995 | 1996 | 1997 | 1998 | 1999 | 2000 | 2001 | 2002 | 2003 | 2004 | 2005 | 2006 | 2007 | 2008 | 2009 | 2010 | 2011 | 2012 | 2013 | 2014 | 2015 | 2016 | 2017 | 2018 | 2019 | 2020 | 2021 | 2022 | 2023 | 2024 |
| ------------------ | ---- | ---- | ---- | ---- | ---- | ---- | ---- | ---- | ---- | ---- | ---- | ---- | ---- | ---- | ---- | ---- | ---- | ---- | ---- | ---- | ---- | ---- | ---- | ---- | ---- | ---- | ---- | ---- | ---- | ---- | ---- | ---- |
| Classement mondial | 29   | 41   | 61   | 80   | 102  | 97   | 98   | 109  | 100  | 52   | 66   | 68   | 71   | 73   | 57   | 60   | 77   | 112  | 48   | 82   | 56   | 34   | 17   | 12   | 19   | 19   | 22   | 18   | 19   | 28   | 29   | 29   |

## Infrastructures

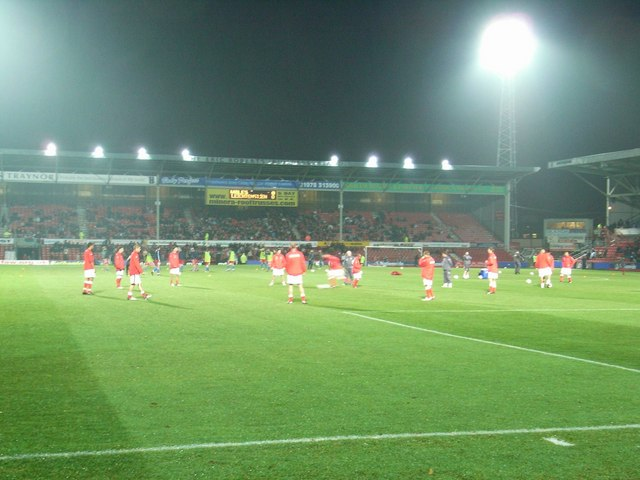
Le Racecourse Ground, ici en 2004, premier stade utilisé par la sélection.

La sélection galloise a utilisé au cours de son histoire une quinzaine de stades pour recevoir ses matchs à domicile. Elle dispute son premier match international, en 1877 contre l’Écosse, au Racecourse Ground, situé à Wrexham. Ce dernier est à ce titre le plus ancien stade international encore en activité, devant le Hampden Park de Glasgow, construit en 1903,. En 2008, le Racecourse Ground accueille la sélection galloise pour la 91e fois.
L'autre stade régulièrement utilisé par la sélection au  XXe siècle est le Ninian Park, situé à Cardiff, la capitale et la plus grande ville du pays de Galles. Inauguré en 1910, il est fermé puis en démoli en 2009. La sélection y a joué 84 fois entre 1911 et 1998.
Les Gallois ont dû quelquefois organiser des matchs à domicile en Angleterre. D'abord en 1890 contre l'Irlande à Shrewsbury, puis trois fois au stade Anfield de Liverpool : le 12 octobre 1977 contre l’Écosse à la suite des graves incidents provoqués par les supporters contre la Yougoslavie en quart de finale de l'Euro 1976 ; en 1998 contre l'Italie du fait de l'importante demande de places des Italiens, et l'année suivante contre le Danemark pour les mêmes raisons.
De 1989 à 1997, la sélection évolue majoritairement au National Stadium de Cardiff (aussi connu comme le Arms Park) – bien que ce stade soit essentiellement destiné au rugby. Il laisse la place en 2000 au Millennium Stadium, un stade moderne de 74 500 places, qui devient dès lors le stade de résidence des équipes nationales de football et de rugby. Lors du premier match qui y est organisé, le 29 mars 2000 contre la Finlande, la sélection fixe son record d'affluence à domicile à 65 614 spectateurs.
Cependant, la baisse rapide des affluences pour les matchs de football conduit la fédération à organiser les matchs moins prestigieux dans des stades plus modestes, notamment le City Stadium de Cardiff, le Liberty Stadium de Swansea et le Parc y Scarlets à Llanelli.
| Stade                | Ville                  | Nb de matchs | Date du premier match | Adversaire | Résultat | Date du dernier match | Adversaire         | Résultat |
| -------------------- | ---------------------- | ------------ | --------------------- | ---------- | -------- | --------------------- | ------------------ | -------- |
| Racecourse Ground    | Wrexham                | 95           | 5 mars 1877           | Écosse     | 0-2      | 11 octobre 2023       | Gibraltar          | 4-0      |
| Ninian Park          | Cardiff                | 88           | 6 mars 1911           | Écosse     | 2-2      | 14 octobre 1998       | Biélorussie        | 3-2      |
| Cardiff City Stadium | Cardiff                | 59           | 14 novembre 2009      | Écosse     | 3-0      | 6 juin 2025           | Liechtenstein      | 3-0      |
| Millennium Stadium   | Cardiff                | 38           | 29 mars 2000          | Finlande   | 1-2      | 11 octobre 2018       | Espagne            | 1-4      |
| The National Stadium | Cardiff                | 20           | 31 mai 1989           | Allemagne  | 0-0      | 29 mars 1997          | Belgique           | 1-2      |
| Vetch Field (en)     | Swansea                | 17           | 9 avril 1921          | Irlande    | 2-1      | 19 octobre 1988       | Finlande           | 2-2      |
| Liberty Stadium      | Swansea                | 8            | 17 août 2005          | Slovénie   | 0-0      | 12 novembre 2020      | États-Unis         | 0-0      |
| The Arms Park        | Cardiff                | 6            | 16 mars 1896          | Angleterre | 9-1      | 14 mars 1910          | Angleterre         | 1-0      |
| Anfield              | Liverpool (Angleterre) | 3            | 12 octobre 1977       | Écosse     | 0-2      | 9 juin 1999           | Danemark           | 0-2      |
| Parc y Scarlets      | Llanelli               | 3            | 29 mai 2009           | Estonie    | 1-0      | 15 août 2012          | Bosnie-Herzégovine | 0-2      |

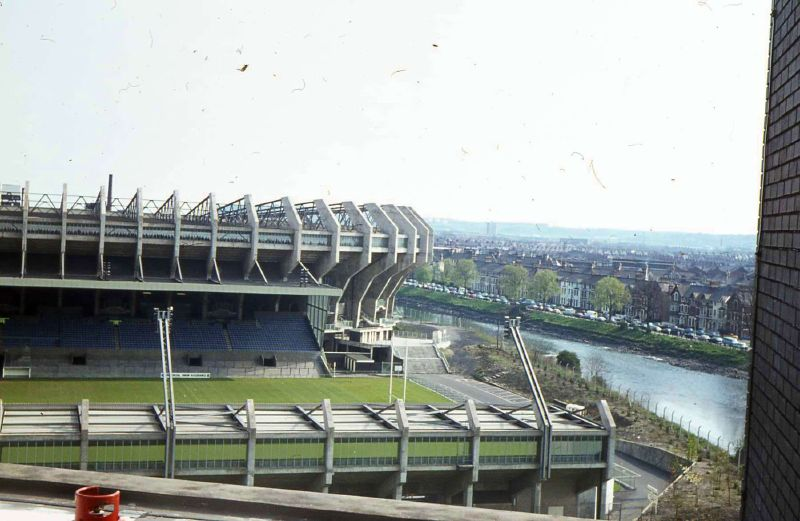
Arms Park et le National Stadium
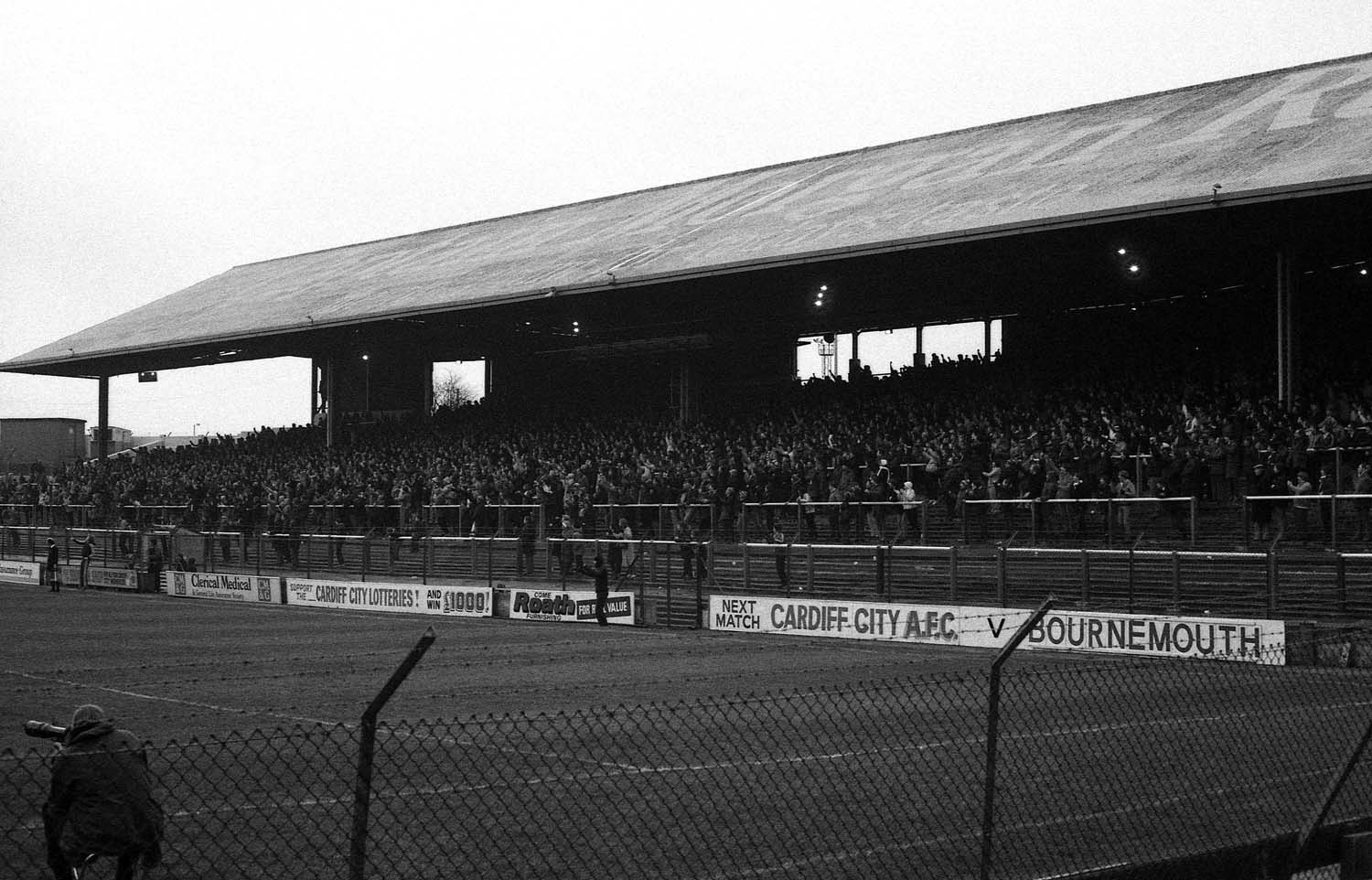
Le Ninian Park, en 1983.
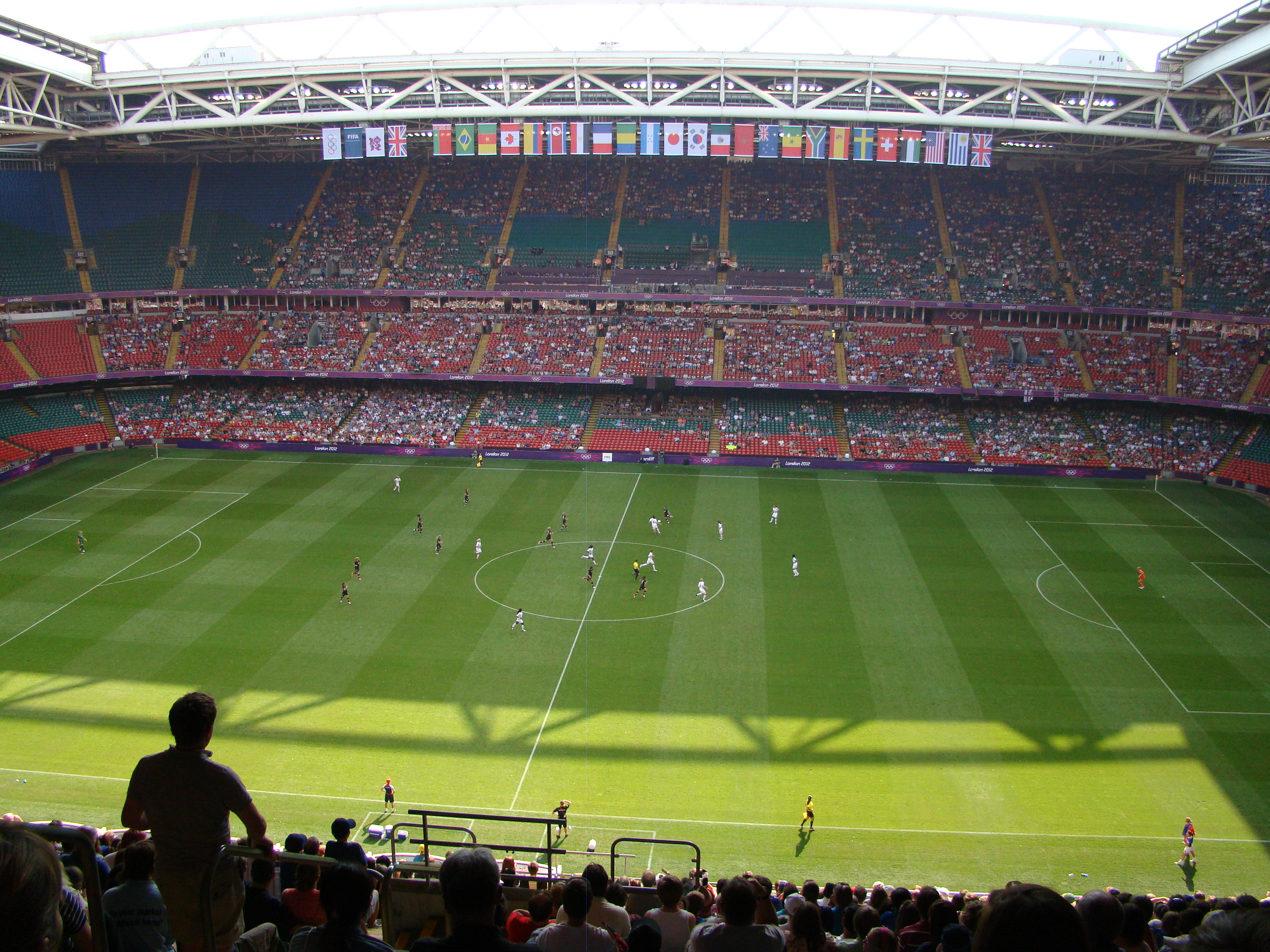
Le Millennium Stadium, en 2012.
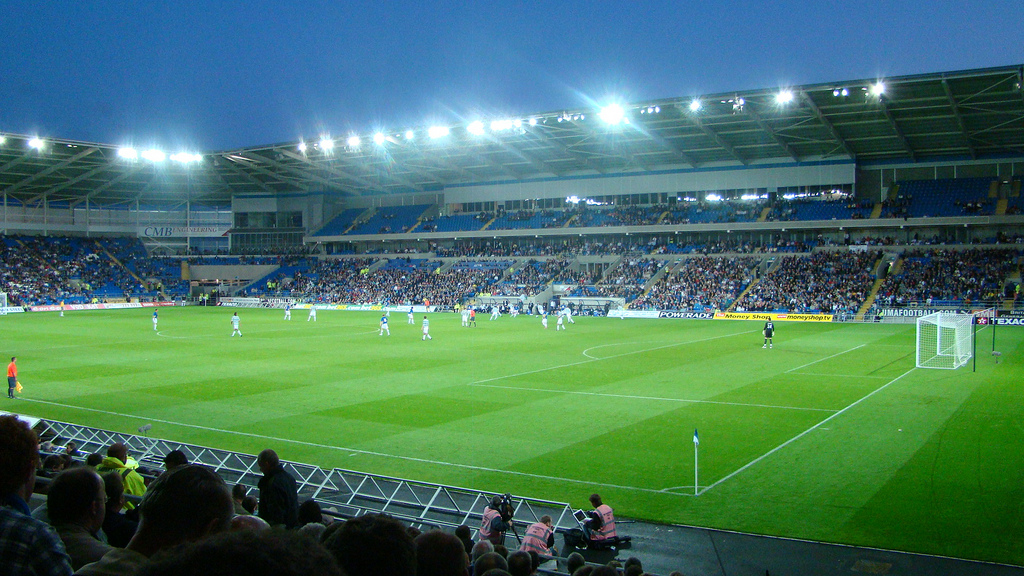
Le Cardiff City Stadium, en 2009.

## Personnalités

### Sélectionneurs
De son premier match en 1876 à 1954, la sélection du pays de Galles ne dispose pas d'un sélectionneur unique appointé, mais fonctionne avec un conseil de sélection, réunissant plusieurs entraîneurs et le capitaine de la sélection. En 1954, le Gallois Walley Barnes (en) est le premier à être nommé officiellement sélectionneur. Chris Coleman est, en 2012, le 12e entraîneur à être chargé de ce poste. Tous sont Gallois, à l'exception de Mike Smith (de 1974 à 1979 puis en 1994-1995), et son successeur Bobby Gould (de 1995 à 1999).
L'entraîneur ayant connu la plus grande longévité comme sélectionneur est le Gallois Dave Bowen, de 1964 à 1974. Il dirige 53 matchs, pour seulement dix victoires. Son pourcentage de succès, inférieur à 20 %, est le plus faible de l'histoire de la sélection. À contrario, le sélectionneur ayant remporté le plus de victoires est John Toshack, avec 22 succès en 54 matchs.
Jimmy Murphy, Chris Coleman et Rob Page sont les trois seuls à avoir conduit leur sélection jusqu'à une phase finale d'un grand tournoi : Murphy atteint les quarts de finale de la Coupe du monde 1958, tandis que Coleman qualifie son équipe en demi-finale de l'Euro 2016. Enfin Page qualifie durant son mandat le pays de Galles pour deux tournois majeurs : l'Euro 2021 ainsi que la Coupe du monde 2022, il est en 2024 le seul sélectionneur gallois à avoir réussi une telle prouesse.
| Entraîneur          | Période        | Premier match                          | Dernier match                              | J  | G  | N  | P  | bp | bc | %V    |
| ------------------- | -------------- | -------------------------------------- | ------------------------------------------ | -- | -- | -- | -- | -- | -- | ----- |
| Walley Barnes (en)  | 1954-1955      | 9 mai 1954 contre l'Autriche           | 11 avril 1956 contre l'Irlande du Nord     | 9  | 2  | 1  | 6  | 10 | 17 | 22    |
| Jimmy Murphy        | 1956-1964      | 20 octobre 1956 contre l'Écosse        | 20 novembre 1963 contre l'Écosse           | 43 | 11 | 13 | 19 | 59 | 79 | 26    |
| Trevor Morris       | 1964 (intérim) | 15 avril 1964 contre l'Irlande du Nord | 15 avril 1964 contre l'Irlande du Nord     | 1  | 0  | 0  | 1  | 2  | 3  | 0     |
| Dave Bowen          | 1964-1974      | 3 octobre 1964 contre l'Écosse         | 18 mai 1974 contre l'Irlande du Nord       | 53 | 10 | 13 | 30 | 49 | 84 | 20    |
| Mike Smith          | 1974-1979      | 4 septembre 1974 contre l'Autriche     | 21 novembre 1979 contre la Turquie         | 40 | 15 | 11 | 14 | 49 | 39 | 38    |
| Mike England        | 1979-1987      | 17 mars 1980 contre l'Angleterre       | 11 novembre 1987 contre la Tchécoslovaquie | 56 | 21 | 18 | 17 | 68 | 52 | 38    |
| David Williams (en) | 1988 (intérim) | 23 mars 1988 contre la Yougoslavie     | 23 mars 1988 contre la Yougoslavie         | 1  | 0  | 0  | 1  | 1  | 2  | 0     |
| Terry Yorath        | 1988-1993      | 27 avril 1988 contre la Suède          | 17 novembre 1993 contre la Roumanie        | 41 | 16 | 8  | 17 | 48 | 54 | 39    |
| John Toshack        | 1994           | 9 mars 1994 contre la Norvège          | 9 mars 1994 contre la Norvège              | 1  | 0  | 0  | 1  | 1  | 3  | 0     |
| Mike Smith          | 1994-1995      | 20 avril 1994 contre la Suède          | 6 septembre 1995 contre la Moldavie        | 10 | 3  | 1  | 6  | 9  | 19 | 30    |
| Bobby Gould         | 1995-1999      | 11 octobre 1995 contre l'Allemagne     | 5 juin 1999 contre l'Italie                | 24 | 7  | 4  | 13 | 32 | 47 | 29    |
| Mark Hughes         | 1999-2004      | 4 septembre 1999 contre la Belgique    | 13 octobre 2004 contre la Pologne          | 41 | 11 | 15 | 15 | 46 | 49 | 27    |
| John Toshack        | 2005-2010      | 9 février 2005 contre la Hongrie       | 3 septembre 2010 contre le Monténégro      | 53 | 22 | 8  | 23 | 61 | 56 | 42    |
| Brian Flynn         | 2010 (intérim) | 8 octobre 2010 contre la Bulgarie      | 12 octobre 2010 contre la Suisse           | 2  | 0  | 0  | 2  | 1  | 5  | 0     |
| Gary Speed          | 2010-2011      | 8 février 2011 contre l'Irlande        | 12 novembre 2011 contre la Norvège         | 10 | 5  | 0  | 5  | 13 | 13 | 50    |
| Chris Coleman       | 2012-2017      | 29 février 2012 contre le Costa Rica   | 14 novembre 2017 contre le Panama          | 49 | 19 | 13 | 17 | 52 | 56 | 39    |
| Ryan Giggs          | 2018-2020      | 22 mars 2018 contre la Chine           | 14 octobre 2020 contre la Bulgarie         | 24 | 12 | 4  | 8  | 26 | 20 | 50    |
| Rob Page            | 2020-2024      | 12 novembre 2020 contre les États-Unis | 9 juin 2024 contre la Slovaquie            | 45 | 15 | 16 | 14 | 51 | 53 | 33,33 |
| Craig Bellamy       | 2024-          | 6 septembre 2024 contre la Turquie     | -                                          | 10 | 5  | 4  | 1  | 19 | 10 | 50    |

### Joueurs emblématiques

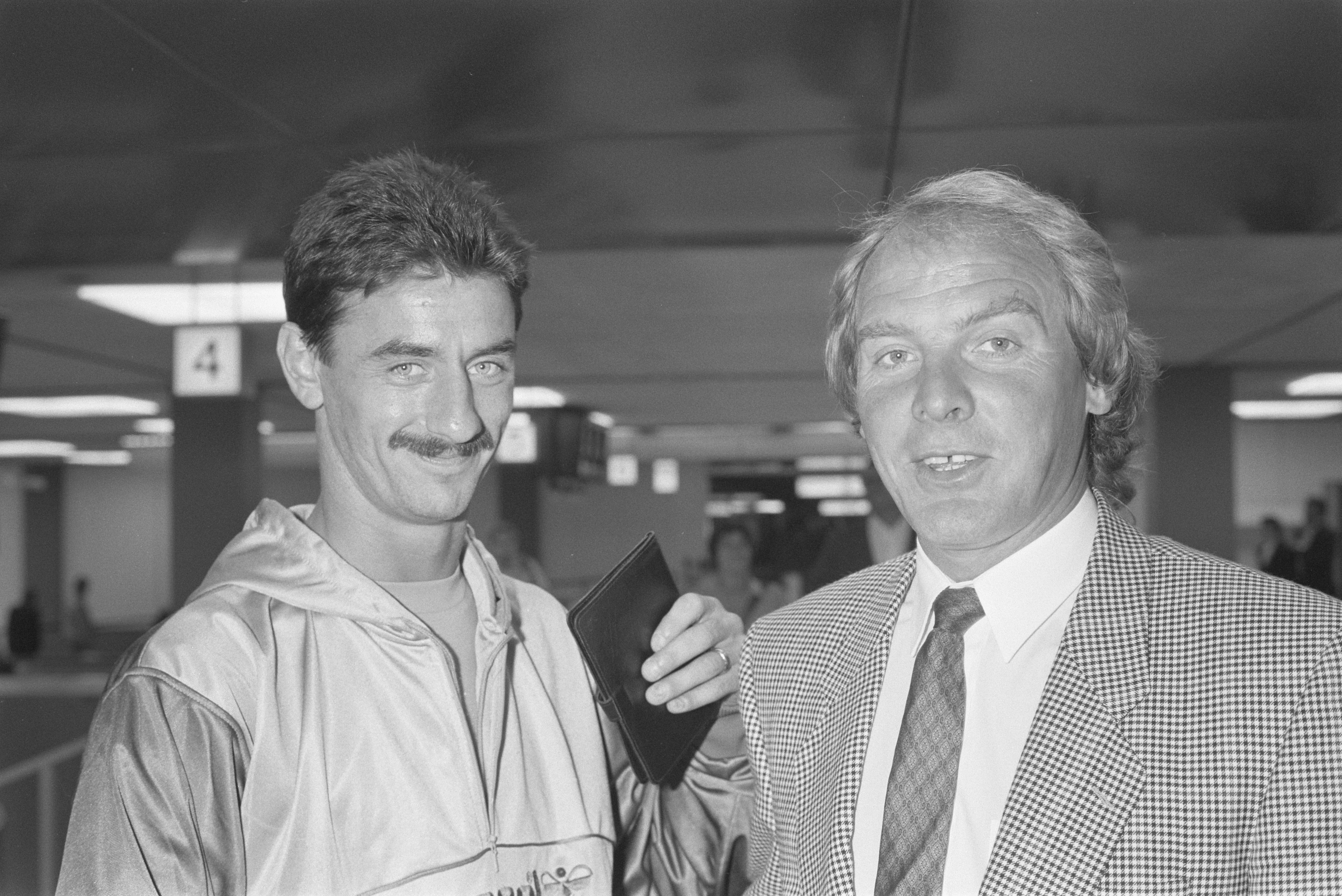
Ian Rush et Terry Yorath en 1988.

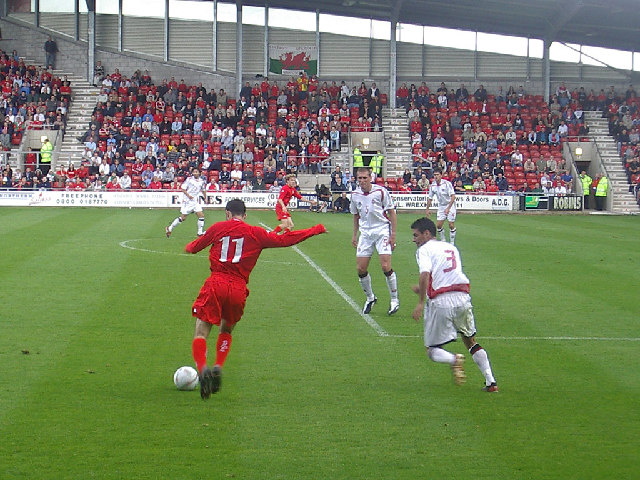
Ryan Giggs sous le maillot gallois, au Racecourse Ground en 2004.

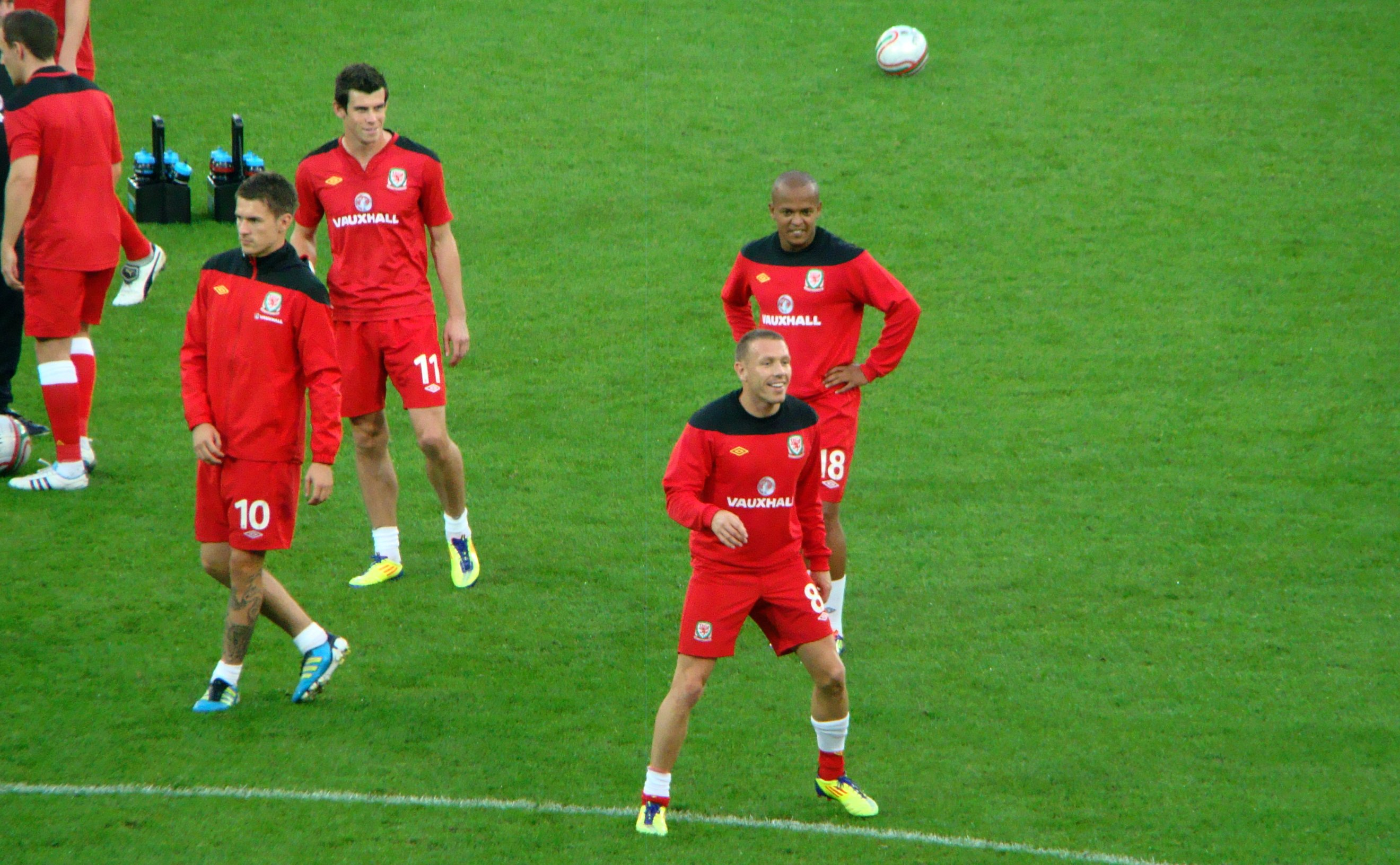
Aaron Ramsey, Gareth Bale, Robert Earnshaw et Craig Bellamy avec le pays de Galles en 2012.

Si John Charles, Ian Rush, Ryan Giggs et Gareth Bale sont généralement présentés comme les joueurs les plus célèbres de l'histoire de la sélection galloise,,,, une des premières grands vedettes du football gallois est Billy Meredith, un ailier droit qui fait carrière à Manchester City et Manchester United, et qui débute en sélection en 1895.
Charles, défenseur devenu attaquant, est la vedette de la sélection qui atteint les quarts de finale de la Coupe du monde en 1958. C'est généralement son nom qui apparaît en tête des joueurs gallois dans les classements des meilleurs joueurs de football du XXe siècle. Il est en 1959 le premier Gallois à être nommé sur le podium du Ballon d'or, trophée récompensant le meilleur joueur de l'année - aucun autre compatriote ne l'a été depuis. Lors de la Coupe du monde de 1958, deux des quatre buts gallois sont inscrits par son coéquipier Ivor Allchurch.
Ian Rush et Ryan Giggs, deux joueurs emblématiques de Liverpool et de Manchester United, sont tour à tour les leaders techniques de la sélection, à dix ans d'intervalle, du milieu des années 1980 au milieu des années 2000. Ils tentent de hisser la sélection jusqu'à la phase finale des grandes compétitions internationales, en vain. Il a pour partenaires notables le gardien de but Neville Southall, qui détient le record du nombre de sélections avec le pays de Galles, et l'attaquant Dean Saunders. Sélectionné pendant seize années, Giggs ne compte pourtant « que » 64 capes, car il décline pratiquement toutes les convocations à des matchs amicaux afin d'éviter les blessures,. Il a pour compagnon régulier en sélection un autre attaquant, Craig Bellamy.
Gareth Bale, plus jeune Gallois à faire ses débuts et à marquer en sélection (à respectivement 16 et 17 ans, au cours de l'année 2006), est considéré au début des années 2010 comme l'un des meilleurs attaquants du monde. Le montant de son transfert au Real Madrid en 2013 fait particulièrement sensation. Il contribue activement à la qualification de la sélection pour l'Euro 2016, la première phase finale disputée par la sélection galloise depuis 1958. Bale est le joueur le plus capé ainsi que le meilleur buteur de l'histoire de la sélection avec 41 buts en 111 sélections, de 2006 à sa retraite en 2022.
| Rang | Sélections | Joueur           | Période   | Buts |
| ---- | ---------- | ---------------- | --------- | ---- |
| 1    | 111        | Gareth Bale      | 2006-2022 | 41   |
| 2    | 109        | Chris Gunter     | 2007-2022 | 0    |
| 2    | 109        | Wayne Hennessey  | 2007-     | 0    |
| 4    | 92         | Neville Southall | 1982-1997 | 0    |
| 5    | 86         | Ashley Williams  | 2008-2019 | 2    |
| 6    | 85         | Gary Speed       | 1990-2004 | 7    |
| 7    | 84         | Aaron Ramsey     | 2008-     | 21   |
| 7    | 84         | Ben Davies       | 2012-     | 2    |
| 9    | 78         | Craig Bellamy    | 1998-2013 | 19   |
| 10   | 77         | Joe Ledley       | 2005-2018 | 4    |

| Rang | Buts | Joueur          | Période   | Sélections |
| ---- | ---- | --------------- | --------- | ---------- |
| 1    | 41   | Gareth Bale     | 2006-2022 | 111        |
| 2    | 28   | Ian Rush        | 1980-1996 | 73         |
| 3    | 23   | Trevor Ford     | 1942-1957 | 38         |
| 3    | 23   | Ivor Allchurch  | 1951-1966 | 68         |
| 4    | 22   | Dean Saunders   | 1986-2001 | 75         |
| 5    | 21   | Aaron Ramsey    | 2008-     | 84         |
| 6    | 19   | Craig Bellamy   | 1998-2013 | 78         |
| 7    | 16   | Robert Earnshaw | 2002-2012 | 58         |
| 7    | 16   | Cliff Jones     | 1954-1970 | 59         |
| 7    | 16   | Mark Hughes     | 1984-1999 | 72         |

Statistiques arrêtées au 22 novembre 2023. En gras les joueurs en activité.